# Segalins
Segalins és un indret del Pallars Jussà, a cavall dels termes municipal de Conca de Dalt, a l'antic terme de Toralla i Serradell, en territori que havia estat en part del poble de Torallola, i de la Pobla de Segur, en terres de Sant Joan de Vinyafrescal.
Està situat a prop i al sud-est de Torallola, i una mica més lluny, al nord de Sant Joan de Vinyafrescal i al sud de Puimanyons. És a la dreta del barranc de Saülls i a l'esquerra del barranc de Santa Cecília.